# 보로스 아레나
보로스 아레나(Borås Arena)는 스웨덴 보로스에 위치한 축구 경기장이다. 이 경기장은 2005년에 개장하였고, 수용인원은 사용용도에 따라 14,500명~17,800명에 달하는 인조잔디구장이다. 현재 스웨덴 프리미어리그의 IF 엘프스보리와 스웨덴 3부 리그의 노르비 IF가 홈구장으로 사용하고 있다. IF 엘프스보리는 이 구장이 건설되기 전에는 리아발렌에서 홈경기를 치러왔다.
보로스 경기장에서의 최초의 경기는 IF 엘프스보리와 외리뤼테 IS와의 얼스벤스컨 경기로 2005년 4월 17일에 펼쳐졌다. 경기는 1-0으로 엘프스보리의 승리로 돌아갔다. 현재의 최다 관중 기록은 2005년 7월 4일에 엘프스보리와 칼마르 FF와의 경기로, 17,070명의 관중이 들어왔다.